# Robert H. Clancy

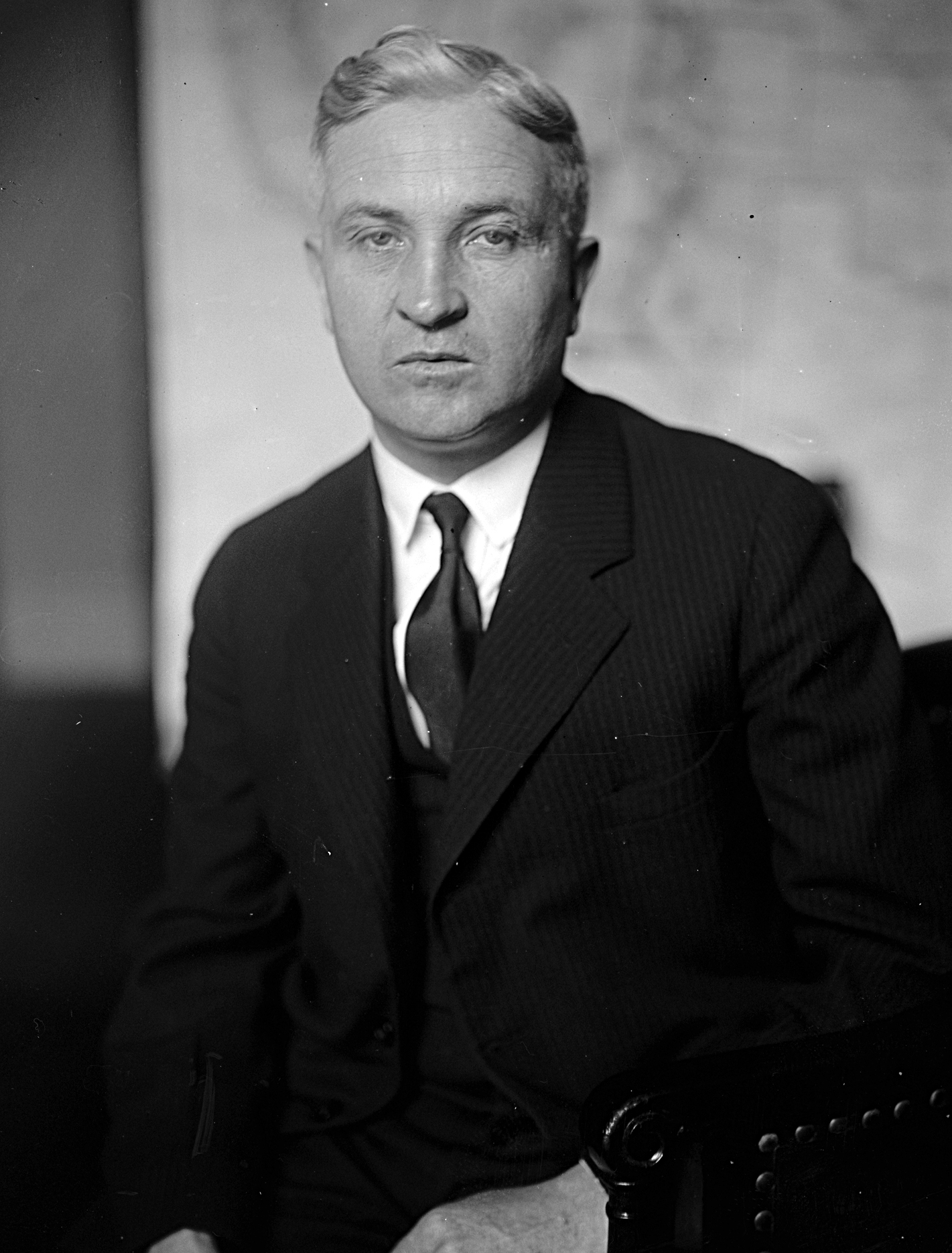
Robert H. Clancy

Robert Henry Clancy (* 14. März 1882 in Detroit, Michigan; † 23. April 1962 ebenda) war ein US-amerikanischer Politiker. Zwischen 1923 und 1933 vertrat er zwei Mal den Bundesstaat Michigan im US-Repräsentantenhaus.

## Werdegang
Robert Clancy besuchte die öffentlichen Schulen seiner Heimat und studierte danach bis 1907 an der University of Michigan in Ann Arbor Literatur. Anschließend studierte er ein Jahr Jura, ohne allerdings jemals als Jurist zu arbeiten. Vier Jahre lang wirkte Clancy als Zeitungsreporter in Detroit. Zwischen 1911 und 1913 diente er dem Kongressabgeordneten Frank Ellsworth Doremus als Sekretär, von 1913 bis 1917 erfüllte er die gleiche Aufgabe für den stellvertretenden Bundeshandelsminister Edwin F. Sweet. Ab 1917 arbeitete er bis 1922 als Gutachter für die Zollbehörde von Michigan. Während des Ersten Weltkrieges war er Manager des Kriegshandelsausschusses (War Trade Board) der Stadt Detroit und dort gleichzeitig für die Rekrutierung von Offizieren für das Fliegerkorps verantwortlich. Darüber hinaus zählte auch die Materialbeschaffung für das medizinische Korps im Bereich des Staates Michigan zu seinen Aufgaben.
Politisch war Clancy damals Mitglied der Demokratischen Partei. Bei den Kongresswahlen des Jahres 1922 wurde er als deren Kandidat im ersten Wahlbezirk von Michigan in das US-Repräsentantenhaus in Washington, D.C. gewählt, wo er am 4. März 1923 die Nachfolge von George P. Codd antrat. Da er im Jahr 1924 dem Republikaner John B. Sosnowski unterlag, konnte er bis zum 3. März 1925 nur eine Legislaturperiode im Kongress absolvieren.
Nach seinem Ausscheiden aus dem US-Repräsentantenhaus wechselte Robert Clancy zur Republikanischen Partei. Ab 1926 war er in der Immobilienbranche tätig. Bei den Wahlen dieses Jahres schaffte er die Rückkehr in den Kongress. Dort löste er John Sosnowski wieder ab. Nach zwei Wiederwahlen konnte er bis zum 3. März 1933 drei weitere Legislaturperioden im Kongress verbringen. Seit 1929 war auch die Arbeit des US-Repräsentantenhauses von der Weltwirtschaftskrise geprägt. Kurz vor Ablauf seiner letzten Amtszeit wurde der 20. Verfassungszusatz verabschiedet.
Bei den Wahlen des Jahres 1932 unterlag Clancy dem Demokraten George G. Sadowski. Dieses Wahlergebnis lag im Bundestrend zu Gunsten der Demokratischen Partei, die mit Franklin D. Roosevelt auch die Präsidentschaftswahlen gewann. Nach seinem endgültigen Ausscheiden aus dem Kongress war Clancy bis 1948 leitender Angestellter einer Fabrikationsfirma. Er starb am 23. April 1962 in Detroit.